# Phracyps lebisella
Phracyps lebisella är en fjärilsart som beskrevs av Pierre E.L. Viette 1955. Phracyps lebisella ingår i släktet Phracyps och familjen plattmalar. Inga underarter finns listade i Catalogue of Life.